# احد کاظمی سرای
احد کاظمی سرای دوچرخه سوار اهل استان آذربایجان شرقی شهرستان سارای از شهر هریس می باشد که وی با تیم دوچرخه سواری پتروشیمی تبریز دارای پنج عنوان در تورآذربایجان است او بعد از قادر میزبانی بیشترین عنوان قهرمانی در این مسابقات را دارد.